# Avalanche Photo Diode

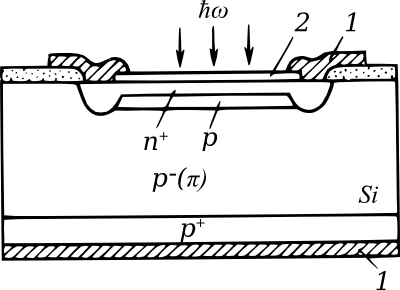
Strukture av en kisel-APD

Avalanche Photo Diode (APD) även lavinfotodiod, är en halvledarbasered fotodetektor som omvandlar ljus till elektricitet genom solcellseffekten. APD:er använder material och en struktur som är optimerad för att arbeta med hög omvänd förspänning, som närmar sig den omvända genombrottsspänningen, så att laddningsbärare som genereras av den fotovoltaiska effekten multipliceras med ett lavinavbrott, varför de kan användas för att detektera relativt små mängder ljus. 
APD:ns fördel framför andra fotodetektorer är att den har en högre respons, det vill säga att den ger ifrån sig mer ström än en vanlig fotodetektor vid samma ljusintensitet.
APD:n har ett starkt internt elektriskt fält som accelererar fria elektroner vilka genererats av det infallande ljuset. Om fältet är tillräckligt starkt får elektronerna tillräcklig energi för att frigöra ytterligare elektroner i en impakt joniseringsprocess. Både den gamla och den nya elektronen accelereras på nytt och slår loss ytterligare elektroner i en lavinprocess.
APD:er används bland annat i laseravståndsmätare, positronemissionstomografi, partikelfysik, fiberoptiska nät för data- och telekommunikation över långa avstånd, typiskt längre än 40 km.

## Historik
Lavinfotodioden uppfanns av den japanske ingenjören Jun-ichi Nishizawa 1952. Studier av lavinnedbrytning, mikroplasmadefekter i kisel och germanium och undersökningen av optisk detektering med pn-övergångar föregick dock detta patent.

## Funktionsprincip
Fotodioder fungerar i allmänhet genom stötjonisering, varvid en foton tillhandahåller energin för att separera laddningsbärare i halvledarmaterialet i ett positivt och negativt par, vilket därmed kan orsaka ett laddningsflöde genom dioden. Genom att lägga på en hög omvänd förspänning kan alla fotoelektriska effekter i dioden multipliceras med lavineffekten. Således kan APD betraktas som att applicera en högförstärkningseffekt på den inducerade fotoströmmen. 
I allmänhet gäller att ju högre omvänd spänning, desto högre förstärkning. En standard kisel-APD kan vanligtvis upprätthålla 100–200 V av omvänd förspänning innan genombrott, vilket leder till en förstärkningsfaktor på cirka 100. Men genom att använda alternativa dopnings- och avfasningstekniker (strukturella) jämfört med traditionella APD:er, är det möjligt att skapa konstruktioner där högre spänning kan appliceras (> 1500 V) innan genombrott uppnås, och därmed en större driftsförstärkning (> 1000) uppnås.
Bland de olika uttrycken för APD-multiplikationsfaktorn ( M ) ges ett instruktivt uttryck av formeln 
{\displaystyle M={\frac {1}{1-\int _{0}^{L}\alpha (x)\,dx}},}
där L är rymdladdningsgränsen för elektroner, och {\displaystyle \alpha } är multiplikationskoefficienten för elektroner (och hål). Denna koefficient är starkt beroende av den applicerade elektriska fältstyrkan, temperaturen och dopningsprofilen. Eftersom APD-förstärkningen varierar kraftigt med den applicerade backförspänningen och temperaturen, är det nödvändigt att noggrant övervaka backspänningen för att hålla en stabil förstärkning.

### Geigerlägesräkning
Om mycket hög förstärkning behövs (105 till 106), kan detektorer relaterade till APD:er som kallas SPADs (enkelfoton lavindioder) användas och drivas med en omvänd spänning över en typisk APD:s genomslagsspänning. I detta fall måste fotodetektorn ha dess signalström begränsad och snabbt minskad. Aktiva och passiva strömsläckningstekniker har använts för detta ändamål. SPADs som fungerar i denna högförstärkningsregim anges ibland att vara i Geigerläge. Det här läget är särskilt användbart för enfotondetektering, förutsatt att händelsefrekvensen för mörkräkning och efterpulsningssannolikhet är tillräckligt låg. 

## Material
I princip kan vilket halvledarmaterial som helst användas som en multiplikationsregion:
- Kisel kommer att detektera i det synliga och nära infraröda, med lågt multiplikationsbrus (överdrivet brus).
- Germanium (Ge) kommer att detektera infrarött ut till en våglängd på 1,7 μm, men har högt multiplikationsbrus.
- InGaAs kommer att detektera längre än 1,6 μm och har mindre multiplikationsbrus än Ge. Det används normalt som absorptionsområdet för en heterostrukturdiod, mest typiskt involverar InP som ett substrat och som ett multiplikationsskikt.[2] Detta materialsystem är kompatibelt med ett absorptionsfönster på ungefär 0,9–1,7 μm. InGaAs uppvisar en hög absorptionskoefficient vid de våglängder som är lämpliga för höghastighetstelekommunikation som använder optiska fibrer, så endast några mikrometer InGaAs krävs för nästan 100 procent ljusabsorption.[2] Överskottsbrusfaktorn är tillräckligt låg för att tillåta en förstärkningsbandbreddsprodukt på över 100 GHz för ett enkelt InP/InGaAs-system,[3] och upp till 400 GHz för InGaAs på kisel.[4] Därför är höghastighetsdrift möjlig: kommersiella enheter är tillgängliga för hastigheter på minst 10 Gbit/s.[5]
- Galliumnitridbaserade dioder har använts för drift med ultraviolett ljus.
- HgCdTe-baserade dioder fungerar i det infraröda, typiskt vid våglängder upp till cirka 14 μm, men kräver kylning för att minska mörka strömmar. Mycket lågt överskottsljud kan uppnås i detta materialsystem.

### Struktur
APD:er är ofta inte konstruerade som enkla PN-övergångar utan har mer komplexa konstruktioner som p+-ip-n+.

## Prestandagränser
APD:s tillämplighet och användbarhet beror på många parametrar. Två av de större faktorerna är kvanteffektivitet, som anger hur väl infallande optiska fotoner absorberas och sedan används för att generera primära laddningsbärare och total läckström, som är summan av mörkström, fotoström och brus. Elektroniska mörkbruskomponenter är serie- och parallellbrus. Seriebrus, som är effekten av skottbrus, är i princip proportionell mot APD-kapacitansen, medan det parallella bruset är förknippat med fluktuationerna av APD-bulk- och ytmörkströmmar.  

### Förstärkning av brus, överskottsbrusfaktor
En annan bruskälla är överskottsbrusfaktorn, ENF. Det är en multiplikativ korrigering som tillämpas på bruset som beskriver ökningen av det statistiska bruset, specifikt Poisson-brus, på grund av multiplikationsprocessen. ENF definieras för alla enheter, som fotomultiplikatorrör, halvledarfotomultiplikatorer av kisel och APD, som multiplicerar en signal och kallas ibland för "förstärkningsbrus". Vid en förstärkning M betecknas den med ENF( M ) och kan ofta uttryckas som
{\displaystyle {\text{ENF}}=\kappa M+\left(2-{\frac {1}{M}}\right)(1-\kappa ),}
där {\displaystyle \kappa } är förhållandet mellan hålets joniseringshastighet och elektroner. För en elektronmultiplikationsanordning ges den av joniseringshastigheten för hålet delat med joniseringshastigheten för elektronstöten. Det är önskvärt att ha en stor asymmetri mellan dessa hastigheter för att minimera ENF(M), eftersom ENF(M) är en av huvudfaktorerna som begränsar bland annat bästa möjliga energiupplösning som kan erhållas. 

### Konverteringsljud, Fanofaktor
Brustermen för en APD kan också innehålla en Fanofaktor, som är en multiplikativ korrigering som tillämpas på Poisson-bruset som är förknippat med omvandlingen av energin som deponeras av en laddad partikel till elektron-hål-paren, vilket är signalen före multiplikation. Korrektionsfaktorn beskriver minskningen av bruset, relativt Poisson-statistiken, på grund av enhetligheten i omvandlingsprocessen och frånvaron av, eller svag koppling till, badtillstånd i omvandlingsprocessen. Med andra ord skulle en "ideal" halvledare omvandla energin hos den laddade partikeln till ett exakt och reproducerbart antal elektronhålspar för att spara energi. I verkligheten är emellertid energin som deponeras av den laddade partikeln uppdelad i generering av elektronhålspar, generering av ljud, generering av värme och generering av skada eller förskjutning. Förekomsten av dessa andra kanaler introducerar en stokastisk process, där mängden energi som deponeras i en enskild process varierar från händelse till händelse, även om mängden avsatt energi är densamma.

### Ytterligare influenser
Den underliggande fysiken förknippad med överskottsbrusfaktorn (gain brus) och Fanofaktorn (konverteringsbrus) är mycket olika. Tillämpningen av dessa faktorer som multiplikativa korrigeringar på det förväntade Poisson-bruset är emellertid liknande. Förutom överskottsbrus finns det gränser för enhetens prestanda som är förknippade med kapacitansen, transittider och lavinförökningstid. Kapacitansen ökar med ökande enhetsarea och minskande tjocklek. Transittiderna (både elektroner och hål) ökar med ökande tjocklek, vilket innebär en avvägning mellan kapacitans och transittid för prestanda. Lavinmultiplikationstiden gånger förstärkningen ges i första ordningen av förstärkningsbandbreddsprodukten, vilket är en funktion av enhetens struktur och framför allt {\displaystyle \kappa \,}.